# Christian Sarramagna
Christian Sarramagna é um ex-futebolista e atual treinador francês. Nascido em Bayonne, ele jogou na posição de ala esquerda do início da década de 1970 ao início da década de 1980. 
Ele começou no Aviron bayonnais e se transferiu para  o Saint-Etienne. Com o clube ele conquistou três títulos da Ligue 1 em 1974, 1975 e 1976 e uma Copa da França, em 1975. Ele também foi finalista da Liga dos Campeões em 1976. Sarramagna terminou sua carreira no Montpellier.
Ele também jogou quatro jogos na Seleção Francesa entre 1973 e 1976.
Após a aposentadoria, ele se tornou treinador e dirigiu o Saint-Étienne, o FC Martigues, o FC Mulhouse e a Aviron bayonnais. Ele também foi por duas vezes o treinador da Seleção de Mali.

## Biografia

### Jogador
Christian Sarramagna começou no futebol com 13 anos no Aviron bayonnais, onde ele também jogava rugby e pelota basca. Em paralelo, ele ajudava seus pais na padaria da família. Em 1968, ele foi procurado pelo Girondins de Bordeaux e pelo Saint-Étienne, ele fechou com o Saint-Étienne e em 1970 ele ganhou a Copa Gambardella junto com Christian Lopez, Christian Synaeghel, Jacques Santini, Patrick Revelli e Alain Merchadier. Eles ganharam o título ganhando do Olympique Lyonnais na final no penaltis depois de uma empate em 3-3.
Ele fez sua estréia no time principal, em 29 de agosto de 1970, durante a quinta rodada do campeonato contra o Olympique de Marselha, Christian Sarramagna marcou o gol da vitória no minuto 68. No ano seguinte, ele teve mais chances na equipe titular e foi chamado por George Boulogne para integrar o elenco da França B em uma partida contra a Tunísia. Os franceses foram derrotados por 2-1 e Sarramagna jogou apenas no 2 tempo. 
Sarramagna se torna titular na ala esquerda do ataque do Saint-Etienne na temporada 1972-1973, após a saída de Georges Bereta.
No início da temporada de 1973, ele foi chamado por Ștefan Kovács para a Seleção Francesa. Ele fez sua estréia nos "Bleu", em 8 de setembro de 1973, contra a Grécia em um jogo amistoso. Ele começou como titular e foi substituido por Daniel Ravier no segundo tempo, o jogo terminou com vitória da França por 3-1. Ele não foi convocado para o próximo jogo mas foi titular contra a Dinamarca, em novembro, na vitória da França por três a zero. Depois, ele teve que esperar até o final da temporada para voltar a ser convocado para um amistoso contra a Argentina, ele jogou esse jogo inteiro e a França perdeu por 1-0. 
Pelo clube, ele sofreu com uma lesão nos quadríceps e não disputou dezessete jogos pelo campeonato, apesar disso, o Saint-Etienne ganhou o título do campeonato depois de uma série de quatorze jogos sem perder. Por causa dessa lesão, ele também não disputou a final da Copa da França contra o Monaco que o clube também venceu por 2-1. 
Na temporada 1974-1975, ele teve a concorrência de Yves Triantafilos e não disputou dez jogos no campeonato que mais uma vez foi vencido pelos "Verdes" com uma diferença de nove pontos à frente do segundo, o Olympique de Marselha. Com Triantafilos indisponível, o treinador Robert Herbin botou Sarramagna para jogar na Taça de França e ele ajudou o time a venceu a final contra o Lens por 2-0.
Na temporada seguinte, ele perde a posição de titular para Dominique Rocheteau e joga poucos jogos na liga mas Rocheteau acabou se lesionando e Sarramagna é titular na final da Liga dos Campeões contra o Bayern de Munique. Por sua atividade na ala, ele foi um dos melhores jogadores do Saint-Etienne nessa final. Ele foi substituído no minuto 82 para a entrada de Rocheteau em uma tentativa de mudar o rumo da partida, mas sem sucesso. O Bayern de Munique acabou vencendo o jogo por 1-0.
Em seguida, ele é chamado para a Seleção Francesa pelo técnico Michel Hidalgo para disputar dez dias depois uma partida amistosa contra Hungria que a França acabou perdendo por 1-0.
Christian Sarramagna é chamado de novo para a equipe da França, em setembro de 1976, mas não joga contra a Dinamarca. Ele tinha jogado nesse momento em dez jogos do campeonato e da Taça de França, ele marcou o quarto gol, na vitória de 5-1 do Saint-Etienne contra Nantes, na partida de volta das semi-finais. Ele não disputa a final do torneio que foi vencida pelo seu time por 2-1 contra o Reims. Pelo time reserva do Saint-Etienne, ele também ganha o título da Divisão 3 contra o Nantes.
Na temporada seguinte, Christian Sarramagna foi uma vítima de uma fratura exposta, em fevereiro de 1978, depois de uma colisão com Serge Amouret no jogo contra o Rouen. Com isso, ele perde a Copa do Mundo de 1978 e vê sua carreira ameaçada com o seu fim de contrato no Saint-Etienne. O presidente do clube, Roger Rocher estende seu contrato por um ano e ele teve seu retorno aos campos em 20 de abril de 1980 em um jogo contra o Nîmes Olympique.
Em 1979-1980, Christian Sarramagna se transfere para o Montpellier da Ligue 2. Ele ajudou o clube a chegar as semi-finais da Copa de França nessa temporada mas eles perderam para o Monaco. No ano seguinte, o clube foi o primeiro do grupo A da Divisão 2 e, assim, se classificou para a primeira divisão. A temporada na Ligue 1, no entanto, é difícil, e o Montpellier desce de divisão imediatamente. Christian Sarramagana, em seguida, coloca um ponto final à sua carreira profissional e se junta a ES Grau-du-Roi no cargo de jogador. 

### Treinador
Christian Sarramagna disputou duas temporadas com o ES Grau-du-Roi e ganhou a Copa Gard-Lozère, ele também comando o clube em uma campanha até as Predefinição:16e - de-final da taça de França, em fevereiro de 1986, onde foi eliminado na prorrogação do jogo de volta pelo Olympique de Marselha, o futuro finalista da competição.
Em 1987, Robert Herbin, o novo treinador dos Saint-Étienne, propôs que Sarramagna seja seu auxiliar. Depois de três anos nessa função, o presidente do clube, André Laurent, lhe ofereceu o cargo de treinador. O time, sob a sua direção, ficou em Predefinição:13e em 1991 e em na Predefinição:10e posição em 1992. 
Em 1992, Christian Sarramagna foi contratado pelo FC Martigues, um clube de Ligue 2. O clube terminou em primeiro lugar do grupo A, com um ponto a frente do Cannes e o treinador subiu pela primeira vez à elite. O clube, em seguida, ganhou o título de campeão da Ligue 2 ganhando do vencedor do grupo B, o Angers, em dois jogos. Na Divisão 1, o clube teve uma temporada difícil e terminou em décimo oitavo. O clube acabou se beneficiando dos problemas do Olympique de Marselha e acabou permanecendo na divisão 1.
Sem clube no início da temporada 1994-1995, ele foi contratado em agosto, pelo CS Limousine Ardenas, para ser o sucessor de Michel Leflochmoan demitido após uma série de derrotas. Cinco rodadas antes do fim do campeonato, o clube estava na zona de rebaixamento e Christian Sarramagana foi despedido de suas funções e substituído por Bruno Metsu que não conseguiu salvar o clube da descida. 
Em 1995, ele se tornou o treinador do FC Mulhouse. O clube terminou a temporada na 14 colocação. Na temporada seguinte, ele teve uma série de seis derrotas e foi substituído por Gilles Bourges.
Em janeiro de 1998, tornou-se técnico da seleção de Mali , com o objetivo de ser campeão da Copa Africana de Nações designada pela Federação malienne, que seria realizada em casa, em 2002. 
A equipe acabou não conseguindo se classificar para a CAN de 2000 e, em seguida, foi eliminado em abril de 2000, no torneio de qualificação da África para a Copa do Mundo de 2002 na Líbia. Cinco dias após este resultado, ele foi despedido pela Federação.
Christian Sarramagna voltou para a França e se tornou, em julho de 2000, o diretor técnico e treinador do seu clube formador, o Aviron bayonnais, que tinha acabado de ser promovido para a Divisão de Honra do campeonato da Aquitânia. O time terminou em segundo no campeonato, em 2001, atrás do FC Marmande, o clube conquistaria o campeonato e a taça da Aquitânia no ano seguinte. O clube venceu o grupo F do campeonato de França amador 2, em 2003, e o grupo C do campeonato de França de futebol amador, em 2004. Na mesma temporada, o Bayonnais foi até as oitavas de final da Taça de França, depois de ter eliminado dois clubes da ligue 1, Guingamp e o Girondins de Bordeaux. Eles foram elimados pelo Paris Saint-Germain por 2-0. 
Em janeiro de 2006, após a vitória sobre o Cannes durante a vigésima rodada do campeonato, Christian Sarramagna anuncia a sua demissão do cargo de treinador. Isto aconteceu devido a divergências com o presidente sobre o futuro e a profissionalização do clube.
Em maio de 2006, o presidente da Federação do mali, demite seu ex-companheiro de equipe, Salif Keita e Sarramagna assume a seleção por poucos meses. Mas a federação preferiu indicar outra pessoa para o cargo. Um mês mais tarde, ele assinou um contrato de dois anos com o FC Sète, que tentava não ser rebaixado. O clube não foi capaz de sair dessa situação e o presidente do clube, Émile Anfosso, acabou demitindo Sarramagna.
Em julho de 2007, ele assina com o La Berrichonne de Châteauroux como coordenador técnico. Em fevereiro de 2008, ele foi nomeado treinador no lugar de Cédric Daury, o clube estava em quinto, com três pontos à mais que o primeiro na zona de rebaixamento. O clube conseguiu permanecer na divisão e Sarramagna é mantido na sua posição de treinador para a temporada seguinte mas em dezembro, quando o clube estava na 18 posição da tabelaPredefinição:18e, ele deixou sua posição de treinador e voltou para a função de coordenador técnico até o final da temporada.
Em novembro de 2009, a sua vinda para o Jeunesse Sportive de Kabyliee é anunciado, mas as negociações com o clube iriam falhar por razões financeiras. Em seguida, ele é cotado para se tornar o treinador do Club Africain, em junho de 2010 e, em seguida, o treinador de Ruanda, em outubro de 2011 mas essas especulações não se confirmaram.
Ele encontrou um trabalho em janeiro de 2011 como o treinador do CS Hammam Lif, onde ele assinou um contrato até junho de 2013. Depois de uma série de resultados ruins e uma derrota de quatro gols para o CA Bizerte, ele foi demitido de suas funções, em junho de 2012.
Depois de duas temporadas sem um clube, ele foi contratado em julho de 2014 pelo SO Cholet, um clube da CFA2 para ser o director desportivo. 
Benjamin Erisoglu, o presidente da Cholet, o nomeou como treinador da próxima temporada, enquanto o clube chega até o CFA. No dia 3 de janeiro de 2016, ele volta a ser o diretor esportivo e deixa o seu lugar de técnico para Nicolas Le Bellec. No final da temporada, ele decide se aposentar e retornar para Bayonne. Ele volta em janeiro de 2017, para o cargo de director desportivo.

## Títulos

### Jogador
- Ligue 1: 1974, 1975, 1976.
- Coupe de France: 1974, 1975 e 1977

### Treinador
- Ligue 2: 1993
- Campeonato da Aquitânia: 2002
- Campeonato de França amador 2: 2003 (Grupo F)
- Campeonato de França de futebol amador : 2004 (Grupo C)